# AviaNova
AviaNova (russisch АвиаНова) war eine russische Billigfluggesellschaft mit Sitz in Moskau und Basis auf dem Flughafen Moskau-Scheremetjewo.

## Geschichte
AviaNova wurde im Jahr 2009 als zweite Billigfluggesellschaft des Landes nach SkyExpress (die ebenfalls nicht mehr existiert) gegründet und bot seit dem 27. August 2009 innerrussische Flüge an. Der erste Linienflug führte vom Moskauer Flughafen Wnukowo, wo die Gesellschaft bis März 2010 ansässig war, nach Sotschi. Die Gesellschaft gehörte zu 51 % dem russischen Konzern Alfa Group und zu 49 % der US-Investmentgesellschaft Indigo Partners.
Die Buchung der Flüge war über die Webpräsenz von AviaNova möglich. Der minimale Flugpreis pro Person und Strecke betrug 250 Rubel (umgerechnet rund 5,50 Euro), hinzu kamen jedoch Steuern, Gebühren sowie ggf. Entgelte für aufgegebenes Gepäck, so dass sich der günstigste Endpreis auf rund 700 bis 750 Rubel belief.
Zum 9. Oktober 2011 stellte AviaNova den Flugbetrieb wegen Zahlungsunfähigkeit ein.

## Flugziele
Es wurden Flüge von und nach Moskau-Scheremetjewo, Sotschi, Krasnodar, Nabereschnyje Tschelny, Rostow am Don, Samara, Astrachan, Archangelsk, Gelendschik, Kaliningrad, Kasan, Sankt Petersburg, Perm, Jekaterinburg, Wolgograd, Ufa und Uljanowsk angeboten. 

## Flotte
Zuletzt bestand die Flotte der AviaNova aus fünf Flugzeugen:
- 5 Airbus A320-200 (geleast)